# Ernst Deutsch
Ernst Deutsch (Praga, 16 settembre 1890 – Berlino, 22 marzo 1969) è stato un attore austriaco.
Negli Stati Uniti, usò lo pseudonimo di Ernest Dorian.

## Carriera
Nato a Praga nel 1890, Deutsch calcò le scene teatrali fin da giovanissimo, distinguendosi per la partecipazione al movimento espressionista e "per la recitazione misurata ed intensa": si ricordino, tra le numerose interpretazioni, la parte in Il figlio (Der Sohn) di Walter Hasenclever, rappresentato a Dresda nel 1916 e l'anno successivo a Der Bettler a Berlino.
Nello stesso periodo iniziò la carriera cinematografica, che lo portò a partecipare ad oltre una sessantina di pellicole in circa mezzo secolo di attività, di cui più di quaranta nel periodo del cinema muto tra il 1916 e il 1928, tra le quali Il Golem - Come venne al mondo (1920), nel ruolo del rabbino Famulus. Lasciò la Germania nazista nel 1933 e si trasferì a Zurigo, Bruxelles, Londra (1936) e quindi a New York (1938): lavorò a Broadway e iniziò una carriera anche a Hollywood, dove assunse lo pseudonimo di Ernest Dorian.
Nel 1948 vinse la Coppa Volpi per la migliore interpretazione maschile alla Mostra di Venezia per l'interpretazione ne Il processo di Georg Wilhelm Pabst. L'anno successivo fu nel cast de Il terzo uomo, con Orson Welles e Joseph Cotten, nel ruolo del "Barone" Kurtz.
Nel 1973 il teatro di Amburgo venne intitolato a suo nome.

## Filmografia parziale

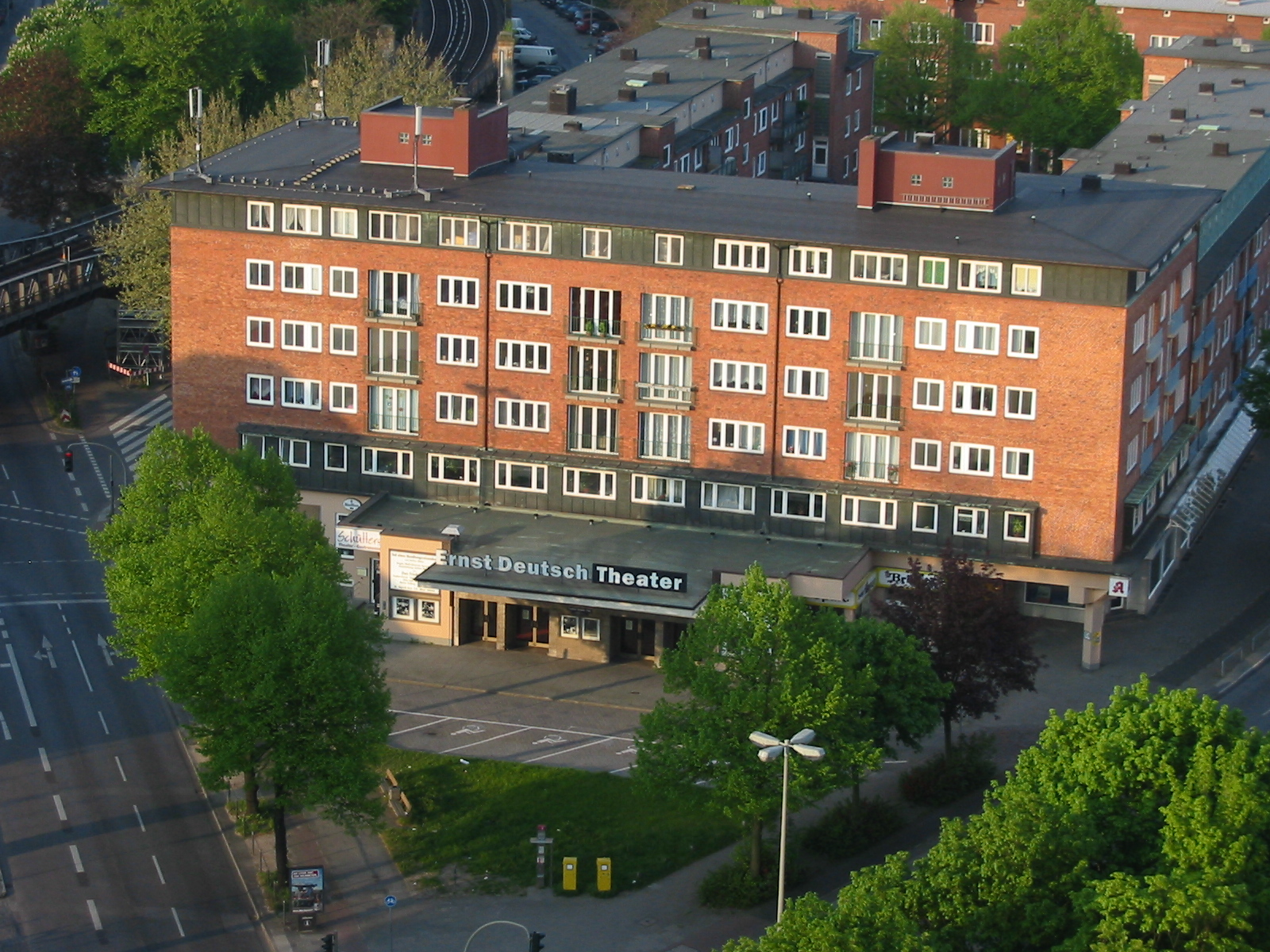
LErnst Deutsch Theatre ad Amburgo

- Apokalypse, regia di Rochus Gliese (1918)
- Von morgens bis mitternacht
- Haß, regia di Manfred Noa (1920)
- Eleonora Vogelsang o La mia vita per il tuo onore (Monica Vogelsang), regia di Rudolf Biebrach (1920)
- Gerechtigkeit, regia di Stefan Lux (1920)
- Erpreßt
- Die Jagd nach dem Tode
- Die Jagd nach dem Tode 2.Teil: Die verbotene Stadt
- Il Golem - Come venne al mondo (Der Golem, wie er in die Welt kam), regia di Paul Wegener (1920)
- Judith Trachtenberg
- Fiebernächte
- Ferréol, regia di Franz Hofer (1920)
- Brennendes Land, regia di Heinz Herald (1921)
- Hannerl und ihre Liebhaber, regia di Felix Basch (1921)
- Herzog Ferrantes Ende, regia di Paul Wegener e, non accreditato, Rochus Gliese (1922)
- La vecchia legge (Das alte Gesetz), regia di Ewald André Dupont (1923)
- Soll und Haben, regia di Carl Wilhelm (1924)
- La grande fiamma (Reunion in France), regia di Jules Dassin (1942)
- La luna è tramontata (1943)
- Il vampiro dell'isola (The Isle of the Dead), regia di Mark Robson (1945)
- Il processo (Der prozeß), regia di Georg Wilhelm Pabst (1948)
- Il terzo uomo (The Third Man), regia di Carol Reed (1949)

## Premi e riconoscimenti

### Festival del cinema di Venezia
- 1948: - Coppa Volpi per la migliore interpretazione maschile per Il processo (Der prozeß)